# Хачіман

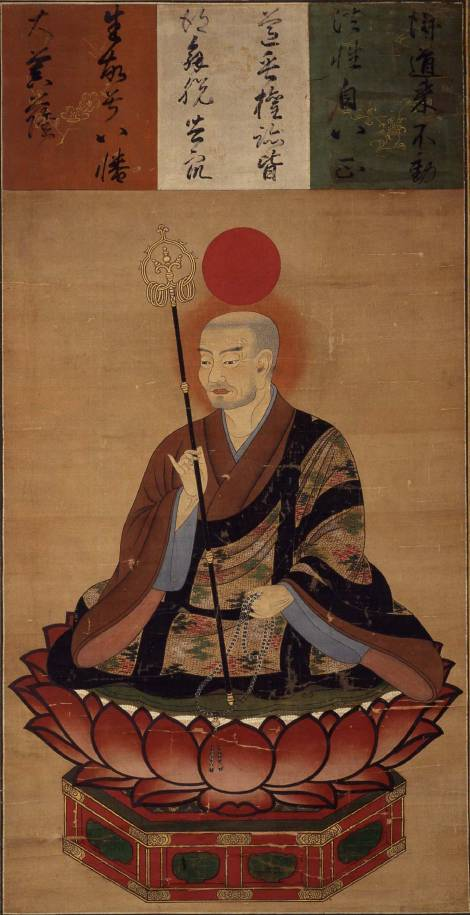
Хачіман в еманації ченця.

Хачіма́н або Ява́та (яп. 八幡神, はちまんじん / やわたのかみ, hat͡ɕimaɴ / jawata) — синтоїстське божество в Японії, один з богів в системі синто-буддистського синкретизму. Його земною еманацією вважається японський Імператор Одзін. В деяких джерелах Хачіман постає як трійця божеств — Імператор Одзін та богині Хіме і Дзінґу, або Імператор Одзін, Імператор Тюай та богиня Тамайорі. Найстаріші згадки про Хачімана датуються 8 століттям. Вони пов'язуються із божеством сільського господарства в місцевості Уса провінції Будзен. 781 року Хачіман був проголошений при дворі охоронцем буддизму і трону. Він отримав титул Великого бодгісаттви, після чого став вшановуватися в багатьох монастирях як їхній захисник. З 10 століття Хачіман став вважатися як покровителем самурайства, поступово набувши рис бога війни і воєнної вдачі. По всій Японії існує розгалужена сітка синтоїстських святилищ та населених пунктів, які мають ім'я цього божества. Центральним храмом Хачімана є святилище Уса в префектурі Ойта.